# راميكورت (باد كاليه)
راميكورت، باد كاليه (بالفرنسية: Ramecourt, Pas-de-Calais)‏ هي بلدية تقع في إقليم باد كاليه من منطقة نور با دو كاليه في شمال فرنسا. تبلغ مساحة هذه المدينة 8.09 (كم²)، وترتفع عن سطح البحر 97 م، يبلغ عدد سكانها 341 نسمة حسب إحصاء المعهد الوطني للإحصاء والدراسات الاقتصادية سنة 2009 م. وترأس Dequidt Denis البلدية خلال فترة (2008-2014).